# Hans Hellmut Kirst
Hans Hellmut Kirst (Ostróda, 1914. december 5. – Werdum, 1989. február 23.) német regényíró, akire leginkább a „Gunner Asch” sorozat megalkotójaként emlékeznek, amely egy becsületes ember folyamatos küzdelmét mutatja be identitásának és emberiségének megőrzéséért a náci Németország bűnözése és korrupciója közepette.

## Életrajza

### Korai évek
Hans Hellmut Kirst Osterode-ban, Kelet-Poroszországban született. Osterode ma Ostróda Lengyelországban.
Kirst 1933-ban csatlakozott a német hadsereghez, és tisztként szolgált a második világháború alatt, így a háborút főhadnagyként és Nationalsozialistischer Führungsoffizierként zárta le. Kirst a náci párt tagja volt, később kijelentette, hogy „összetévesztette a nemzetiszocializmust Németországgal”.
Később jelezte, hogy a háború után nem hitt azonnal a náci atrocitásokról szóló beszámolóknak. „Az ember nem igazán tudta, hogy a gyilkosok klubjába tartozik” – emlékezett vissza.

### Irodalmi karrier
Első regénye a Wir nannten ihn Galgenstrick 1950-ben jelent meg. A könyv egy fiatal német tisztről mesél, aki szabotált egy náci helyőrséget.
Kirst nemzetközi hírnevet szerzett a Null-acht, fünfzehn (08/15) című sorozattal, amely a hadsereg életéről szóló szatíra, amelynek középpontjában egy közlegény, Asch tüzér áll, akinek sikerül felrúgnia a rendszert. Eredetileg trilógiaként – 08/15 in der Kaserne (1954), 08/15 im Krieg (1954), 08/15 bis zum Ende (1955) – a három könyvből álló narratíva ötre bővült a 08/15 Heute 1963-ban és 08/15 in der Partei 1978-ban. A sorozat a lehetetlen helyzetben lévő hétköznapi ember, Asch pályafutását követi nyomon a második világháború előtti évektől a keleti frontig, végül a háború utáni Németország világába.
A Gunner Asch sorozat angolul a következő címen jelent meg: The Revolt of Gunner Asch (1955), Forward, Gunner Asch! (1956), The Return of Gunner Asch (1957), What Be Became of Gunner Asch (1964) és Party Games (1980). (A "Party Games", NEM a Gunner Asch sorozat része.)
Kirst további jelentős regényei, amelyek a Harmadik Birodalom és a második világháború idején játszódnak, többek között a Fabrik der Offiziere, amely egy tisztiképző tiszt halálának nyomozásáról szól egy tiszti iskolában a második világháború vége felé, Sagten Sie Gerechtigkeit, Captain? (Letzte Station Camp 7), 48 óra története az egykori nácik internálótáborában, a Die Wölfe, egy német falu ravasz ellenállásáról szóló mese, valamint Die Nächte der langen Messer (A hosszú kések éjszakái), egy fiktív SS bérgyilkosok 6 fős osztagáról. Ezen regények mindegyike tartalmazott humort és szatírát, a főszereplők pedig gyakran szókimondó, lelkes náciként pozícionálták magukat a Harmadik Birodalom korszakában, mielőtt könnyedén pálfordultak volna, hogy ugyanolyan buzgó náciellenessé és 100%-ban demokratává vagy kommunistává váljanak a helyzet fordulása után.
Kirst írt az 1944 júliusi Adolf Hitler meggyilkolására irányuló kísérletről is az Aufstand der Soldaten-ben (1965), amelyet angolra Soldiers' Revolt címmel fordítottak le.
A nem második világháború témájú regényei között szerepelt a Keiner kommt davon (1957), egy nukleáris holokauszt-történet, amely világszerte elismerést kapott és így értékelték: „olyan meggyőző, hogy egyáltalán nem tűnik fikciónak”. A szereplők – többségükben németek – széles skáláját felhasználva – lépésről lépésre és napról napra – leírja, hogyan fajul egyetlen hét alatt (az angol fordításban The Seventh Day a cím) az apró események láncolata nagyobb incidensekké, kis léptékű harcokká, teljes háborúvá, nukleáris fegyverekhez folyamodnak és végül egy világméretű atomcsapás váltáshoz Európával, amelyet a hetedik nap teljesen megsemmisített, és „az emberiség napjai meg voltak számlálva”. A szimbolikus szereplők rossz csillag alatt született szerelmesek, egy nyugatnémet fiú és keletnémet barátnője, akik kétségbeesetten keresik a másikat, hogy végre megtalálják és egymás felé futhassanak, de mielőtt megérinthetnék egymást egy nukleáris robbanás a másodperc töredéke alatt elpárologtatja mindkettőt.
A Die letzte Karte spielt der Tod (1955) egy kitalált beszámoló Richard Sorge szovjet kém életéről, amelyet az Egyesült Államokban The Last Card címmel, az Egyesült Királyságban pedig a Death Plays the Last Card címmel adtak ki.
1965-ben a Mystery Writers of America Edgar-díjára jelölték 1962-ben megjelent Die Nacht der Generale című könyvéért, amelyet angolra The Night of the Generals címen fordítottak le. A könyv a három német tábornok egyike által elkövetett prostituáltak elleni második világháború alatti és utáni gyilkosságsorozat nyomozásával foglalkozott. A könyvből 1967-ben készült egy azonos című film (Tábornokok éjszakája), amelyben Omar Sharif és Peter O'Toole szerepelt.
Kirst írta a Konstantin Keller-féle detektívregény-sorozatot is, amely Münchenben játszódik az 1960-as években, és angol fordításban is megjelent Damned to Success (és A Time for Scandal), A Time for Truth és Everything has a Price címmel.
1972-ben Kirst a 22. Berlini Nemzetközi Filmfesztivál zsűrijének tagja volt. Tagja volt a Nemzetközi PEN Club-nak és a The Authors Guildnek is.

### Öröksége
Halálakor a New York Times megjegyezte, hogy „regényei, amelyek közül sok a háború eseményeit játsszák vissza, azt tükrözik, hogy elfogadta nemzete bűnösségét”, de egyes kritikusok „a Harmadik Birodalom történetének bagatellizálásával vádolták.

### Halála
Kirst 1989 februárjában, 74 évesen halt meg Brémában.

## Díjak és kitüntetések
- 1964: Goldene Palme von Bordighera
- 1966: Az Amerikai Szerzők Céhének első német tagja
- 1968: Knight of Mark Twain

## Munkái

### Regényei
- Wir nannten ihn Galgenstrick, 1950 (The Lieutenant Must Be Mad)
- Sagten Sie Gerechtigkeit, Captain? 1952 (Neufassung 1966, Letzte Station Camp 7)
- Aufruhr in einer kleinen Stadt, 1953
- 08/15 in der Kaserne, 1954
- 08/15 im Krieg, 1954
- 08/15 bis zum Ende, 1955
- Die letzte Karte spielt der Tod, 1955
- Gott schläft in Masuren, 1956
- Mit diesen meinen Händen, 1957 (With these my hands)
- Keiner kommt davon, 1957 (The Seventh Day)
- Kultura 5 und der rote Morgen, 1958 ("Kultura 5" and the red morning)
- Glück läßt sich nicht kaufen, 1959 (Fortune cannot be bought)
- Fabrik der Offiziere, 1960
- Kameraden, 1961 (Comrades)
- Die Nacht der Generale, 1962 (The night of the generals)
- Bilanz der Traumfabrik, 1963
- 08/15 heute, 1965 (08/15 Today)
- Aufstand der Soldaten, 1965
- Letzte Station Camp 7, 1966 (first edition 1952, Sagten Sie Gerechtigkeit, Captain?; Last Station Camp 7)
- Die Wölfe, 1967 (the Wolves)
- Deutschland deine Ostpreußen, 1968 (Germany your East Prussians)
- Kein Vaterland, 1968 (No Fatherland)
- Soldaten, Offiziere, Generale, 1969 (Soldiers, Officers, Generals)
- Faustrecht, 1969
- Heinz Rühmann, (biography), 1969
- Held im Turm, 1970
- Das Udo Jürgens Songbuch, 1970
- Kriminalistik, BLV-juniorwissen Band 5, 1971
- Verdammt zum Erfolg, 1971
- Gespräche mit meinem Hund Anton, 1972
- Verurteilt zur Wahrheit, 1972
- Verfolgt vom Schicksal, 1973
- Alles hat seinen Preis, 1974 (Everything has its price)
- Und Petrulla lacht, 1974
- Die Nächte der langen Messer, 1975 (The nights of the long knives)
- Generals-Affären, 1977
- Die Katzen von Caslano, 1977
- Endstation Stacheldraht, 1978
- 08/15 in der Partei, 1978 (08/15 in the party)
- Der Nachkriegssieger, 1979
- Der unheimliche Freund, 1979
- Hund mit Mann-Bericht über einen Freund, 1979
- Eine Falle aus Papier, 1981 (A trap made of paper)
- Bedenkliche Begegnung, 1982
- Geld-Geld-Geld, 1982 (Money-Money-Money)
- Ausverkauf der Helden, 1983
- Die gefährliche Wahrheit, 1984 (The dangerous truth)
- Die seltsamen Menschen von Maulen, 1984
- Blitzmädel, 1984
- Ende 45, 1985
- Das Schaf im Wolfspelz. Ein deutsches Leben, 1985
- Ein manipulierter Mord, 1987 (A manipulated murder)
- Geschieden durch den Tod, 1987
- Erzählungen aus Ostpreußen, 1987 (Tales from East Prussia)
- Die merkwürdige Hochzeit in Bärenwalde, 1988 (The strange feast in "Bärenwalde"/bear forest)
- Stunde der Totengräber, 1988 (Hour of the grave-diggers)
- Der unheimliche Mann Gottes, 1988
- Menetekel ’39, 1989
- Vergebliche Warnung, Der Polenfeldzug, 1989
- Die Ermordung des Rittmeisters, 1992
- Erinnerungen an eine unvergessene Heimat

### Színdarabok
- Auch dem Gesindel spielen Flöten, Komödie, 1947
- Galgenstrick, Schauspiel, 1948
- Aufstand der Offiziere, Bearbeitung und Regie: Erwin Piscator, 1966

### önéletrajz
- Das Schaf im Wolfspelz. Ein deutsches Leben. Biographische Versuchungen 1945 bis 1957, 1985 (Bárány farkasbőrben. Német élet. Életrajzi kísértések 1945-1957, 1985)

## Magyarul megjelent
- 08-15 avagy Asch őrvezető kalandos lázadása. Regény (08/15 in der Kaserne) – Új Magyar Kiadó, Budapest, 1956 · Fordította: Szabó Jenő · Illusztrálta: Hegedüs István
- Tisztgyár (Fabrik der Offiziere) – Magvető, Budapest, 1966 · Fordította: Jólesz László
- Tábornokok éjszakája. Regény (Die Nacht der Generale) – Zrínyi, Budapest, 1971 · Fordította: Hajdú Miklós
- Farkasok (Die Wölfe) – Magvető, Budapest, 1972 · Fordította: Gergely Erzsébet
- Igazságra ítélve (Verurteilt zur Wahrheit) – Magvető, Budapest, 1975 (Albatrosz) · ISBN 9632700007 · Fordította: Soltész Gáspár

## Film adaptációk
- 08/15 (1954)
- 08/15 Zweiter Teil (1955)
- 08/15 in der Heimat (Asch őrvezető kalandos lázadása, 1955)
- Les héros sont fatigués (A hősök elfáradtak, 1955)
- Blitzmädels an die Front (1958)
- Fabrik der Offiziere (1960)
- Die Nacht der Generale(wd) (Tábornokok éjszakája, 1967)
- Fabrik der Offiziere (1989, TV-minisorozat)

## Fordítás
- Ez a szócikk részben vagy egészben  a   Hans Hellmut Kirst című angol Wikipédia-szócikk fordításán alapul.  Az eredeti cikk szerkesztőit annak laptörténete sorolja fel. Ez a jelzés csupán a megfogalmazás eredetét és a szerzői jogokat jelzi, nem szolgál a cikkben szereplő információk forrásmegjelöléseként.